# フォンテーヌブロー条約 (1807年)
フォンテーヌブロー条約（フォンテーヌブローじょうやく、スペイン語: Tratado de Fontainebleau、フランス語: Traité de Fontainebleau）は、1807年10月27日、フランス第一帝政とスペインの間で秘密裏に結ばれた条約である。
これにより、ポルトガル王国の占領と分割が合意された。フランス軍がポルトガルへ陸路で到達するため、スペインはフランスに領内通過を認めた。　

## ポルトガル分割計画
ポルトガルは条約により、3地域に分割されるものとされた。
- 県都ポルトを含むエントレ・ドウロ・イ・ミーニョ県は、北ルシタニア王国 (Reino Lusitânia Setentrional) とされ、エトルリア王に与えられる。
- アレンテージョ地方及びアルガルヴェ地方は、アルガルヴェ侯領 (Principado dos Algarves) とされ、スペインの政治家ゴドイに与えられる。彼はナポレオン1世とのフォンテーヌブロー条約を、うまくやってのけた。
- 再び平和が訪れたときに、ポルトガルの残り部分について決定する。

## 背景
ポルトガルはイギリスの最も重要な貿易相手国であった。イギリスの商品を、フランスの統制する欧州大陸から遠ざけようとしたが、ポルトガルはナポレオンの大陸封鎖令に賛同できず、そのつもりもなかった。そのため、ポルトガルは英国商品と密輸の侵入口となった。この大陸封鎖の「穴」を、ナポレオンはポルトガルの占領によって塞ごうとした。

## 結果

### ポルトガル
ポルトガルの占領は、大きな抵抗もなく行われた。1807年11月30日、フランスのジュノー将軍は、自軍を率いてリスボンに進駐した。ポルトガルは1808年の夏まで、フランスの占領下に置かれた。1808年8月21日、ヴィメイロの戦いにおいて、アーサー・ウェルズリー（後の初代ウェリントン公爵）揮下の英葡連合軍が、ジュノーのフランス軍を打ち破った。最終的にはシントラ協定により、フランス軍の撤退が取り決められた。

### スペイン
ナポレオンは、条約のために準備された多量の軍をスペインへと差し向けるために、フォンテーヌブロー条約で認められたスペイン領通過を利用した。この軍で、彼はスペインの一部をその支配下に置き、スペイン王家を襲い、王位の放棄を強要し、そして兄ジョゼフ・ボナパルトをスペイン王に据えた。これにより、ナポレオンはスペイン独立戦争を引き起こし、自軍の大勢がイベリア半島に釘付けにされ、結果として自らの転落に大きく影響することになった。